# Мавро-Римское царство
Мавро-Римское царство (лат. Regnum Maurorum et Romanorum) — христианское берберское государство в Северной Африке с центром в городе Алтава, которое контролировало большую часть древней римской провинции Мавретании Цезарейской. Было основано в V веке, когда римский контроль над провинцией ослаб, а имперские ресурсы пришлось сосредоточить в других местах, в частности, для защиты самого Рима и всего Аппенинского полуострова от вторжений германских племён.

## История

### Предыстория
Ранее Мавретания и западная Нумидия были римскими клиентскими государствами, которые были присоединены к империи в 40 году и при Клавдии разделены на провинции Мавретания Тингитанская («Tangerine Mauretania») и Мавретания Цезарейская («Caesarian Mauretania»), границей между которыми была река Мулуя.
Северная Африка не была так хорошо защищена, как границы с Германией и Персией, но экономическое значение делало важным вопрос их сохранения. С этой целью вдоль их границ были построены оборонительные сооружения вроде Fossatum Africae, оборонительной линии протяжённостью 750 км из рвов, каменных стен и других укреплений. Эта линия служила вплоть до завоевания вандалами провинции Африка. Границы Мавретании оборонял Мавретанский лимес, уступавший оборонительным сооружениям Африки.
В ходе кризиса III века местные кочевые берберские племена нападали на поселения и оккупировали часть пограничных регионов обеих Мавретаний. Угроза в итоге стала настолько серьёзной, что император Максимиан повёл войну против конфедерации баваров, квинкегентианов и фраксиненсов с армией из преторианских когорт, аквилейских, египетских, дунайских легионов, а также галльских и германских вспомогательных отрядов и фракийских новобранцев Возможно, император защитил этот регион от набегов мавров и до пересечения Гибралтарского пролива для высадки в Мавретанию Тингитанскую. Кроме того, он, возможно, участвовал в боях с доходившими до Испании франкскими пиратами.
Максимиан начал наступление на вторгшиеся племена в марте 297 г. н. э. и преследовал их даже за пределами империи, не довольствуясь тем, что просто позволил им вернуться на родину в Атласских горах, откуда они могли бы продолжать вести войну. Хотя берберы были опытны в партизанской войне, а местность была неблагоприятной, Максимиан продолжал свою кампанию, к её окончанию в 298 году император изгнал племена обратно в Сахару, опустошил прежде безопасные земли и убил столько, сколько смог. 10 марта Максимиан совершил триумфальный въезд в Карфаген, сохранились благодарственные надписи в его честь, где он назван «redditor Lucis aeternae» (рус. реставратор Вечного света).

### Основание
Пятый век стал свидетелем краха и падения Западной Римской империи. Внутренние территории Мавритании уже находились под контролем берберов с четвёртого века, а прямое римское правление ограничивалось прибрежными городами, такими как Септем в Мавретании Тингитанской и Кесария в Мавретании Цезарейской. Берберские правители внутренних территорий сохраняли определённую степень римской культуры, включая местные города и поселения, и часто номинально признавали сюзеренитет римских императоров.
По мере того как вторжения варваров становились все более распространенными даже в ранее безопасных провинциях, таких как Италия, западно-римские вооруженные силы все больше занимались защитой территорий в северных частях Империи. Даже жизненно важная граница Рейна против Германии была лишена войск, чтобы организовать защиту от вестготской армии, вторгшейся в Италию под командованием Алариха. Граница с недостаточным количеством людей позволила нескольким племенам, таким как вандалы, аланы и свебы, пересечь Рейн в 406 году нашей эры и вторгнуться на римскую территорию. Поскольку внимание требовалось в других местах, центральная власть начала рушиться во многих более отдаленных провинциях.
В 423 г. произошло мощное восстание берберов Мавритании и Нумидии, которое через четыре года с большим трудом было подавлено Бонифацием. Но в 429 году объединённое войско вандалов и алан вторглось в Африку из Испании, при поддержке берберов за 10 лет они полностью покорили регион. В то же время это позволило романизированным берберам сформировать независимое государство со столицей в Алтаве.
В Мавритании местные берберские лидеры и племена уже давно были интегрированы в имперскую систему в качестве союзников, федератов и пограничных командиров, и по мере ослабления контроля основали собственные королевства. Наличие романизированных общин вдоль приграничных районов провинций означало, что берберские вожди имели некоторый опыт управления населением, состоящим как из берберов, так и из римлян. После окончательного краха Западной Римской империи Мавро-Римское царство превратилось в полноценное варварское королевство. Хотя большинство других варварских королевств, таких как вестготское и вандальское, полностью находились в границах бывшей империи, Мавро-Римское царство простиралось за пределы формальной имперской границы, включая также никогда не контролировавшиеся римлянами берберские территории.
Согласно восточно-римскому историку Прокопию Кесарийскому, мавры начали по-настоящему расширять и укреплять свою власть только после смерти Гейзериха в 477 г. н. э., после чего они одержали множество побед над вандалами и установили более или менее полный контроль над бывшая провинция Мавретания. Боявшиеся Гейзериха мавры под контролем вандалов восстали против его преемника Хунериха после его попытки обратить их в арианское христианство и суровых наказаний, понесенных теми, кто не обратился. В горах Орес это привело к основанию одноимённого царства, которое было полностью независимым к моменту смерти Хунерика в 484 году нашей эры и никогда больше не попадало под власть вандалов. Под властью королей Гунтамунда и Тразамундаа войны между берберами и вандалами продолжались. Во время правления последнего вандалы потерпели сокрушительное поражение от рук правившего городом Триполи берберского короля Кабаона, который почти полностью уничтожил армию вандалов.
Начальная история Мавро-Римского царства известна недостаточно. Вероятно, на сторону новых правителей перешли остатки римского чиновничества, сюда бежали ортодоксальные христиане, которых преследовали вандалы-ариане. Цари пытались сохранять римские порядки. Постепенно происходил процесс преобразования берберской федерации в полноценное государство. При этом её земли расширились на юг, за пределы римской провинции Мавретании Цезарейской. В течение правления вандальского короля Гунериха в результате успешных действий войск Мавро-Римского царства в начале 480-х годов были отвоёваны Мавретания Цезарейская и Мавретания Ситифенская.
Правители Мавро-Римского царства неоднократно вступали в конфликты с соседним королевством вандалов, которое было создано после завоевания вандалами римской провинции Африки. Царь мавров и римлян Масун вступил в союз с Восточной Римской империей во время византийского завоевания Северной Африки. После победы восточных римлян над вандалами Мавро-Римское царство сохранило свой союз с Восточной Римской империей, помогая ей в войнах с другими берберскими племенами и государствами, такими как Царство Орес.

### Гибель
Последним правителем царства был Гармул который сопротивлялся власти Восточной Римской империи в Африке. В конце 560-х годов Гармул предпринял набеги на римскую территорию, и, хотя ему не удалось захватить ни одного значительного города, трое римских командиров в лице префекта претория Феодора (в 570 г. н. э.) и два magistri militum Феоктиста (в 570 г. н. э.) и Амабилиса (в 571 г. н. э.) были убиты его войсками. Его деятельность, особенно в сочетании с одновременными нападениями вестготов на византийскую Испанию, представляла явную угрозу властям провинции, ибо Гармул был вождем не простого полукочевого племени, а полноценного варварского царства с постоянной армией. Таким образом, новый император Тиберий II Константин повторно назначил Фому префектом претория Африки, а полководец Геннадий был назначен magister militum. Подготовка к боевым действием шла долгое время, в ходе боевых действий в 577-78 годах Геннадий применил тактику террора против подданных Гармула. Гармул потерпел поражение и был убит в 578 году нашей эры.
С поражением Гармула Мавро-Римское царство распалось. Восточная Римская империя повторно включила в свой состав часть её территории, особенно прибрежный коридор старых провинций Мавретании Тингитанской и Мавретании Цезарейской.
На смену царству пришли небольшие романизированные берберские государства-преемники, такие как Алтавское царство. Эти мелкие государства существовали в Магрибе до завоевания региона халифатом Омейядов в VII и VIII веках.

## Государственное устройство
Мавро-Римское царство переняло военную, религиозную и социокультурную организацию Римской империи. Административное деление сочетало устройство берберов-кочевников и римское деление на провинции. Политическая и военная власть принадлежала царю, который был вождём для берберов-кочевников и царём (королём) для римлян и романизированных берберов. Столицей был город Алтава. Областями управляли прокураторы, а вожди подвластных племён получали титул префекта.

### Правители
- Мефаниат (до 508)
- Масуну (508—535)
- Мастигас (535—541)
- Гармул (545—578)

## Общество
Население — берберы (мавры) и римляне. Многие берберы были сильно романизированы, другие сохраняли традиционный уклад жизни.
Основу составляли традиционное земледелие (им занималось романизированная часть населения, также остались латифундии и имения римских времён), урожай некоторых культур (ячмень) собирали 2 раза в год, было развито скотоводство (в основном им занимались берберы). Также была развита торговля, преимущественно с другими берберскими образованиями и Королевством вандалов, после его уничтожения — с Византией.
В городах и оазисах было распространено христианство (в основном донатизм), иудаизм, среди берберов многочисленными были язычники. Главным религиозным центром была Кастра Севериана.